# Castelnuovo Parano
Castelnuovo Parano település Olaszországban, Lazio régióban, Frosinone megyében. Lakosainak száma 858 fő (2023. január 1.). Castelnuovo Parano Ausonia, Coreno Ausonio, Esperia, San Giorgio a Liri és Vallemaio községekkel határos.

## Népesség
A település lakossága az elmúlt években az alábbi módon változott:
| Lakosok száma | 883  | 886  | 858  |
|               | 2017 | 2018 | 2023 |